# Palaeochiropteryx
Palaeochiropteryx es un género extinto de murciélagos. Habitó en Europa durante el Luteciense en el período Eoceno, y se han hallado sus fósiles en el sitio fosilífero de Messel, en Alemania. El género abarca dos especies muy similares – Palaeochiropteryx tupaiodon y Palaeochiropteryx spiegeli. Estos fósiles son usualmente encontrados completos y excepcionalmente preservados, incluso con los contornos de su pelo, orejas, y membranas de las alas.
Palaeochiropteryx es uno de los murciélagos más antiguos conocidos, existiendo hace unos 48 millones de años. A pesar de ello, ya estaban relativamente avanzados, mostrando evidencia de tener la habilidad de cazar por ecolocalización como los actuales murciélagos insectívoros. 
Palaeochiropteryx era un murciélago pequeño, con una envergadura de entre 25 a 30 centímetros. Sus alas eran cortas pero anchas, indicando que estaba adaptado a volar lentamente pero con gran maniobrabilidad entre el dosel arbóreo del bosque y entre la vegetación densa. Probablemente se alimentaban mayormente de polillas y tricópteros y eran probablemente nocturnos.

## Descubrimiento y clasificación
Los fósiles de ambas especies de Palaeochiropteryx fueron encontrados inicialmente en el sitio fosilífero de Messel, cerca del pueblo de Messel, Alemania en 1917. Estos fueron descritos y nombrados por el naturalista suizo Pierre Revilliod. Él los situó bajo su propia familia – Palaeochiropterygidae. El nombre Palaeochiropteryx significa "antigua mano alada", del griego παλαιός (palaios, "antiguo"), χείρ (kheir, "mano") y πτέρυξ (pteruks, "ala").
Las dos especies solo se han hallado en Messel. Sus fósiles son bastante comunes y comprenden tras cuartos de todos los fósiles de murciélagos hallados allí, mientras que Archaeonycteris, Hassianycteris y Tachypteron abarcan el resto. Como otros fósiles de esa localidad, estos son frecuentemente hallados en un notable estado de preservación, con los contornos de su pelaje, orejas y alas y contenidos estomacales. Las dos especies pertenecientes al género son las siguientes:
- Palaeochiropteryx tupaiodon Revilliod, 1917
- Palaeochiropteryx spiegeli Revilliod, 1917

En 1980, su taxón superior, Palaeochiropterygidae, fue sinonimizado con Archaeonycteridae por los paleontólogos Björn Kurtén y Elaine Anderson. Sin embargo, los autores especializados en murciélagos fósiles han preferido mantener la distinción entre ambas familias.
La formación de Messel data de la época del Luteciense de mediados del Eoceno, hace entre 48.6 ± 0.2 a 40.4 ± 0.2 millones de años.
Junto con Onychonycteris, Icaronycteris, Hassianycteris,  y  Archaeonycteris, las especie de Palaeochiropteryx se encuentran entre los murciélagos más antiguos conocidos. Todos ellos se identifican a partir de esqueletos más o menos completos. Aunque hay fósiles de murciélagos antiguos como Australonycteris, estos solo son reconocibles de ejemplares fragmentarios. Los parientes más cercanos de Palaeochiropteryx incluyen géneros del Eoceno medio como Cecilionycteris, Lapichiropteryx y Microchiropteryx, todos conocidos de restos parciales de Alemania, China e India, respectivamente.

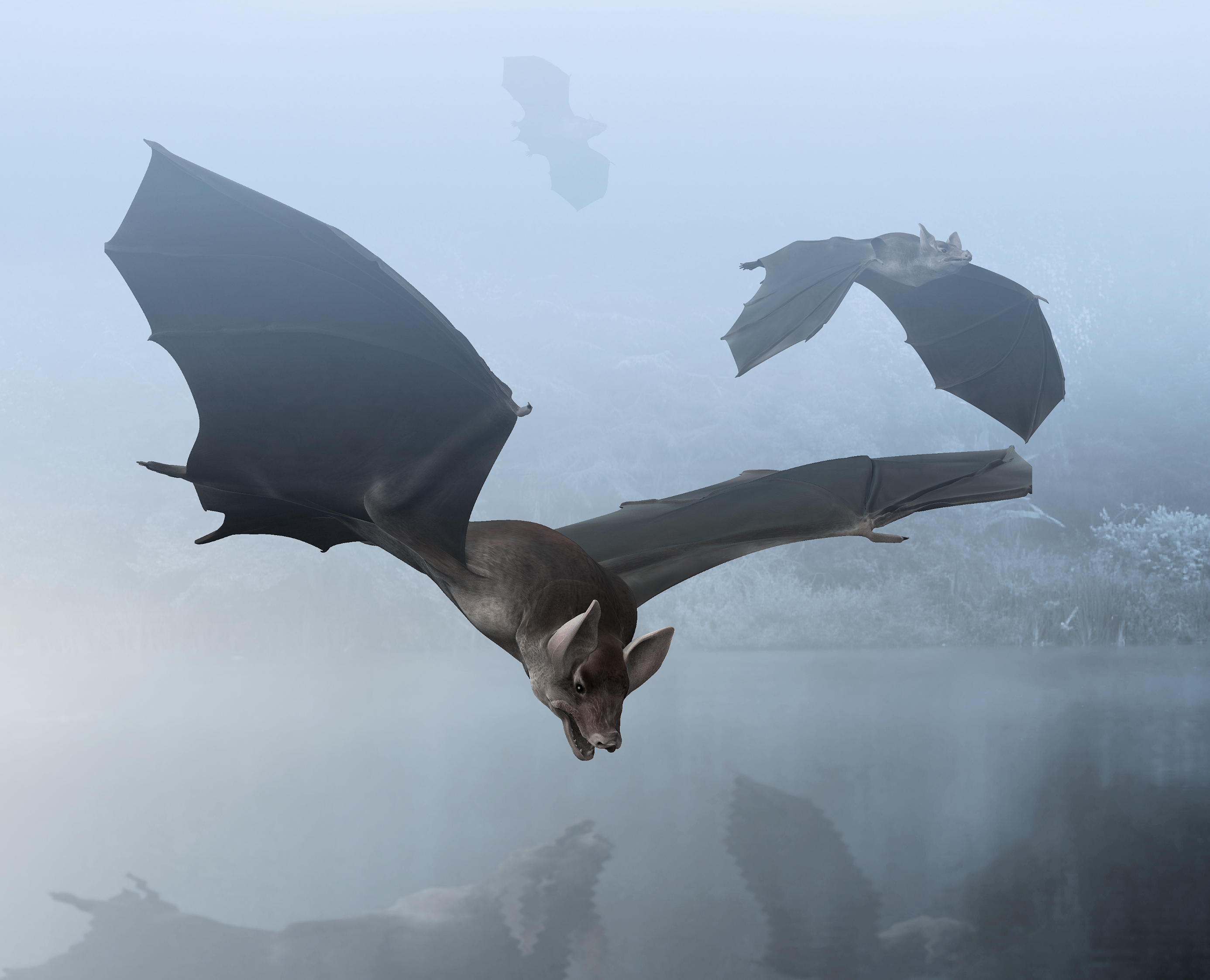
Reconstrucción de Palaeochiropteryx

## Descripción

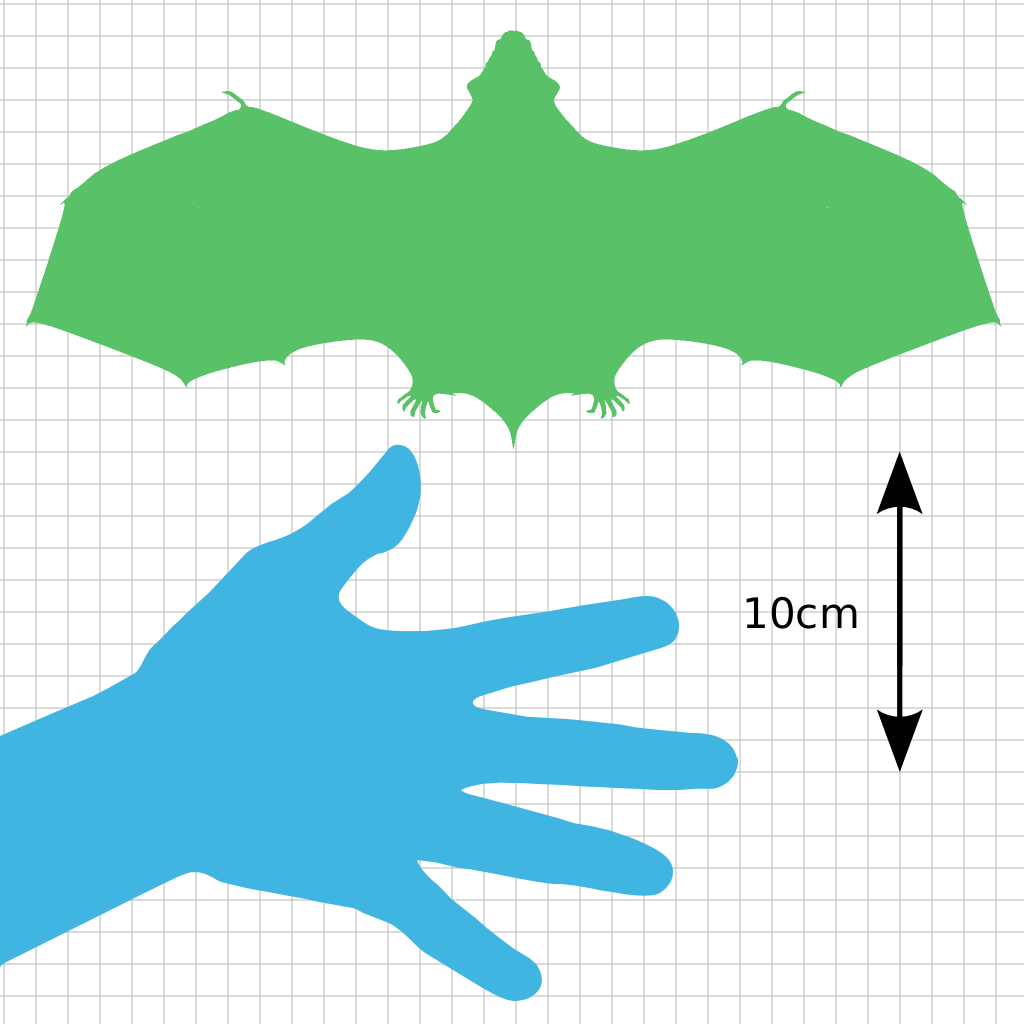
Tamaño aproximado de Palaeochiropteryx (envergadura: 25 - 30 cm, comparado con el tamaño promedio de una mano de un adulto humano (19 cm).

Palaeochiropteryx no era muy distinto de los murciélagos modernos, un hecho sorprendente teniendo en cuenta su antigüedad. Palaeochiropteryx tenía alas formadas por dedos alargados de la mano, aunque sus alas eran menos avanzadas que las de sus parientes modernos. Por ejemplo, aún poseían una garra en su dedo índice.
Tanto P. tupaiodon como P. spiegeli eran murciélagos pequeños. P. speigeli es levemente mayor que P. tupaiodon. P. tupaiodon tenía una masa corporal estimada en 7 a 10 gramos y una longitud de antebrazo de 39 a 46 milímetros. P. spiegeli era más grande y pesado, con una masa corporal de 10 a 13 gramos y una longitud de antebraso de 43 a 49 milímetros. Tenían una envergadura alar de entre 25 a 30 centímetros.
Se conoce la dentición completa de Palaeochiropteryx. Poseía 38 dientes, compuestos de cuatro incisivos superiores y seis inferiores, cuatro caninos, doce premolares y doce molares. Su fórmula dental es la misma que la de al menos tres familias vivas de murciélagos, como las especies del género Myotis.

## Paleobiología y paleoecología

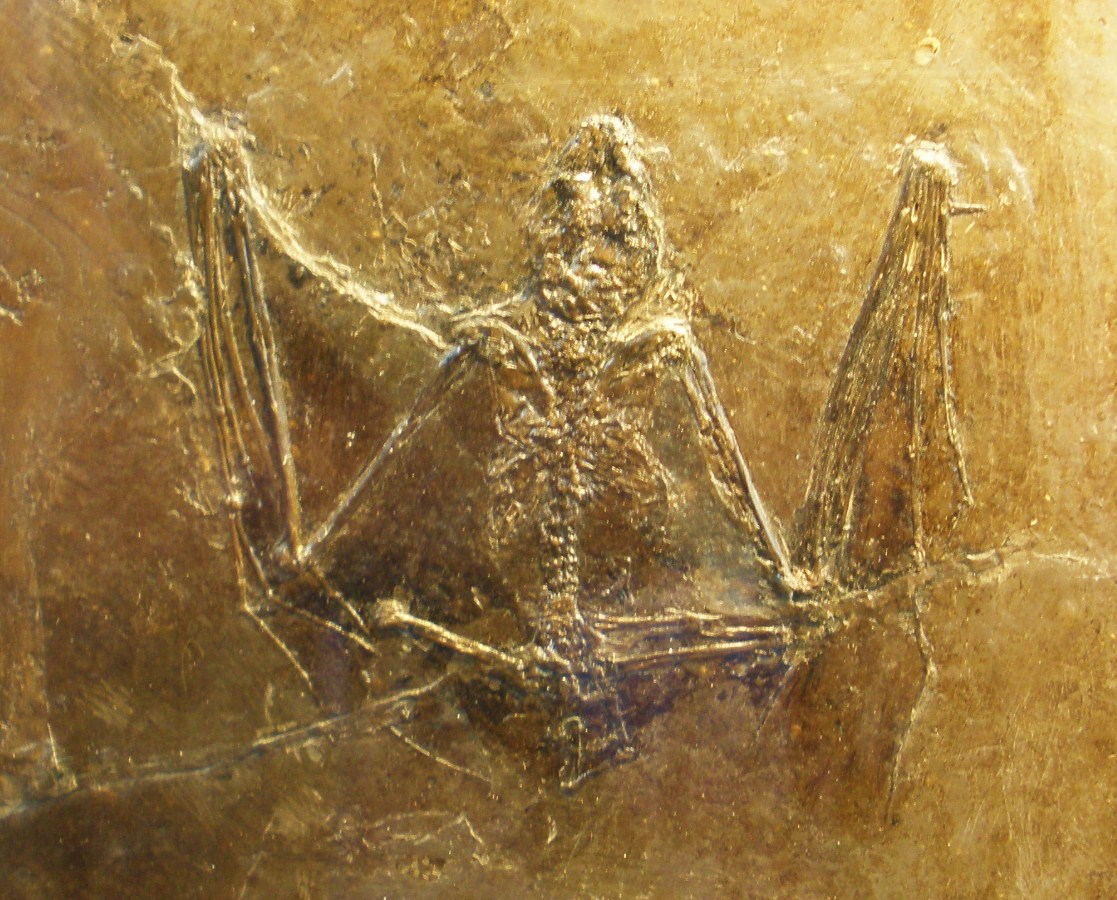
Fósil de Palaeochiropteryx tupaiodon en el Musee d'Histoire Naturelle, Bruselas

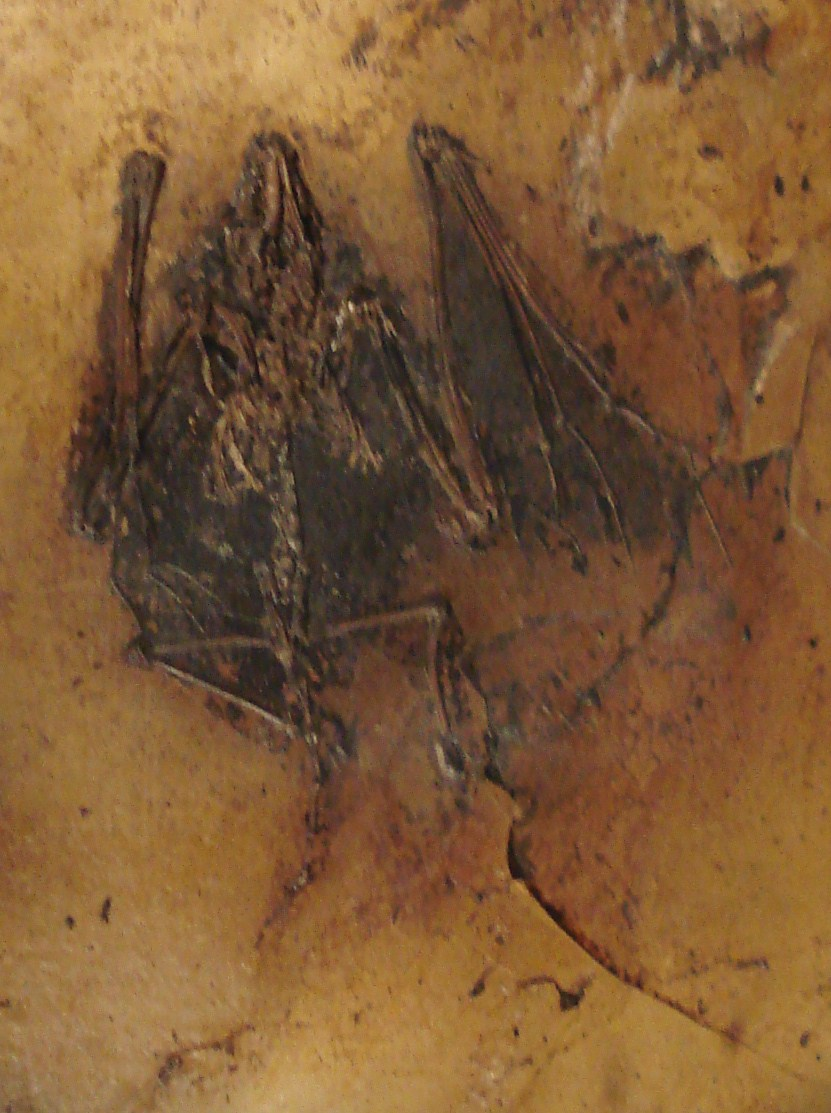
Fósil de Palaeochiropteryx tupaiodon del Museo Jura en Eichstätt, Alemania.

El sitio fosilífero de Messel (conocido en alemán como Grube Messel) es uno de los más famosos y ricos sitios fósiles del mundo. El sitio es renombrado por la calidad de la preservación de los fósiles hallados. Preservados en pizarras bituminosas muy frágiles, frecuentemente preservan exquisitamente detalles de las partes blandas de animales y plantas. El sitio consiste de una depresión seca de cerca de 60 metros de profundidad; la superficie es de cerca de 200 metros sobre el nivel del mar. Cubre un área de aproximadamente 1000 metros por 700 m.
Hace 48 millones de años, Messel era un pequeño lago muy profundo, que mediría originalmente al menos 190 metros. Estaba localizada cerca de 10° al sur de su localización actual en una Europa tropical y subtropical en el Eoceno. El sitio de Messel era de origen volcánico, probablemente una caldera creada por una enorme erupción volcánica. Este continuaba siendo geológica y tectónicamente activo durante el Eoceno, lanzando de forma intermitente bocanadas de gases volcánicos venenosos. Siendo un lago virtualmente estancado, sus bajos niveles de oxígeno permitieron los tipos de preservación encontrados en los fósiles.
El sitio de Messel estaba cubierto de una exuberante vegetación propia de los ecosistemas de selvas tropicales rebosantes de vida salvaje. Entre esta se encontraban varias especies de murciélagos, incluyendo a Palaeochiropteryx. Los fósiles de Palaeochiropteryx (particularmente de Palaeochiropteryx tupaiodon) aparecen en gran abundancia en el sitio.
Los fósiles recuperados son usualmente de adultos sanos con estómagos llenos, lo que hace algo misterioso por qué terminaron en el fondo del lago. Probablemente quedaron atrapados o fueron envenenados por las gruesas alfombras de algas en la superficie del lago cuando bajaban en picado a beber. O pueden haber sido derribados en medio del aire por emisiones venenosas de gases escapando del lago para luego ahogarse.
El pequeño cuerpo de Palaeochiropteryx se acoplaba con su envergadura relativamente amplia que indica que pueden haber volado a nivel bajo, como algunos murciélagos modernos con la misma estructura. Se especializaban en cazar cerca del suelo, bajo el dosel de la jungla y entre la vegetación a diferencia de otros murciélagos de Messel los cuales volaban a mayores altitudes (una evidencia temprana de división ecológica). Tenía un bajo coeficiente de carga alar y de relación de aspecto, lo que sugiere que volaban relativamente lento pero eran capaces de maniobrar rápidamente en el aire – algo esencial para evitar colisiones con los numerosos obstáculos cerca del suelo del bosque. Este hecho puede explicar porque eran especialmente vulnerables a los gases del antiguo lago de Messel, lo que explica también la abundancia de sus fósiles.
La forma de sus dientes y los contenidos estomacales de bien preservados fósiles de Messel indican que Palaeochiropteryx eran insectívoros. P. tupaiodon se alimentaba casi exclusivamente de polillas (presumiblemente de vuelo lento) de la primitiva familia Microlepidoptera. P. spiegeli, por otra lado, también consumía tricópteros (Trichoptera) además de polillas. Muchos miembros de estos grupos de insectos son activos por la noche, dando una fuerte indicación de que Palaeochiropteryx era igualmente nocturno, o como mucho, activo durante el atardecer (crepuscular).

### Ecolocación
A partir de los resultados de análisis radiográficos, Palaeochiropteryx (así como Archaeonycteris e Icaronycteris) tenían cócleas muy alargadas con respecto al tamaño de sus cráneos. Estas siguen siendo menores que la de los murciélagos insectívoros con ecolocación (Microchiroptera) pero son ya mayores que la de los actuales murciélagos frugívoros o zorros voladores (Megachiroptera). Junto con lo que se conoce de sus dietas y hábitos, esta es una clara evidencia de que Palaeochiropteryx era capaz de ecolocalizar como los actuales microquirópteros.

## Taxonomía y filogenia
El registro fósil de los murciélagos se remonta al menos hasta el principio del Eoceno, y los fósiles de quirópteros son conocidos de todos los continentes exceptuando la Antártida. Icaronycteris, Archaeonycteris, Hassianycteris y Palaeochiropteryx, a diferencia de muchos murciélagos fósiles, no han sido referidos a ninguna familia o superfamilia viviente. Estos taxones del Eoceno son conocidos de fósiles excepcionalmente preservados, y han conformado la base para reconstruir la historia evolutiva inicial de Chiroptera.
Smith (1977) sugirió que estos taxones representan un clado extinto de microquirópteros primitivos que ha sido denominado Palaeochiropterygoidea. Por su parte, Van Valen (1979) afirmó que estas formas fósiles son representantes de Eochiroptera, un grado primitivo ancestro tanto de Megachiroptera como de Microchiroptera. Novacek (1987) reanalizó la morfología de Icaronycteris y Palaeochiropteryx y concluyó que están más cercanamente relacionados con Microchroptera que a Megachiroptera. Más recientemente, Simmons y Geisler (1998) encontraron que Icaronycteris, Archaeonycteris, Hassianycteris y Palaeochiropteryx representan una serie de taxones hermanos consecutivamente relacionados con los actuales murciélagos microquirópteros.
A continuación se encuentra un árbol filogenético basado en Simmons y Geisler (1988) mostrando las relaciones propuestas de Palaeochiropteryx (en negrilla) con otros géneros extintos y de murciélagos actuales.
|  | \| \| Palaeochiropteryx \| \| \| \| \| \| Microchiroptera (Murciélagos con ecolocalización) \| \| \| \| |
|  | |
|  | Palaeochiropteryx                                                                                       |
|  | |
|  | Microchiroptera (Murciélagos con ecolocalización)                                                       |
|  | |

|  | Palaeochiropteryx                                 |
|  |                                                   |
|  | Microchiroptera (Murciélagos con ecolocalización) |
|  |                                                   |

|  | \| \| Palaeochiropteryx \| \| \| \| \| \| Microchiroptera (Murciélagos con ecolocalización) \| \| \| \| |
|  | |
|  | Palaeochiropteryx                                                                                       |
|  | |
|  | Microchiroptera (Murciélagos con ecolocalización)                                                       |
|  | |

|  | Palaeochiropteryx                                 |
|  |                                                   |
|  | Microchiroptera (Murciélagos con ecolocalización) |
|  |                                                   |

|  | \| \| Palaeochiropteryx \| \| \| \| \| \| Microchiroptera (Murciélagos con ecolocalización) \| \| \| \| |
|  | |
|  | Palaeochiropteryx                                                                                       |
|  | |
|  | Microchiroptera (Murciélagos con ecolocalización)                                                       |
|  | |

|  | Palaeochiropteryx                                 |
|  |                                                   |
|  | Microchiroptera (Murciélagos con ecolocalización) |
|  |                                                   |

|  | \| \| Palaeochiropteryx \| \| \| \| \| \| Microchiroptera (Murciélagos con ecolocalización) \| \| \| \| |
|  | |
|  | Palaeochiropteryx                                                                                       |
|  | |
|  | Microchiroptera (Murciélagos con ecolocalización)                                                       |
|  | |

|  | Palaeochiropteryx                                 |
|  |                                                   |
|  | Microchiroptera (Murciélagos con ecolocalización) |
|  |                                                   |

|  | \| \| Palaeochiropteryx \| \| \| \| \| \| Microchiroptera (Murciélagos con ecolocalización) \| \| \| \| |
|  | |
|  | Palaeochiropteryx                                                                                       |
|  | |
|  | Microchiroptera (Murciélagos con ecolocalización)                                                       |
|  | |

|  | Palaeochiropteryx                                 |
|  |                                                   |
|  | Microchiroptera (Murciélagos con ecolocalización) |
|  |                                                   |

|  | \| \| Palaeochiropteryx \| \| \| \| \| \| Microchiroptera (Murciélagos con ecolocalización) \| \| \| \| |
|  | |
|  | Palaeochiropteryx                                                                                       |
|  | |
|  | Microchiroptera (Murciélagos con ecolocalización)                                                       |
|  | |

|  | Palaeochiropteryx                                 |
|  |                                                   |
|  | Microchiroptera (Murciélagos con ecolocalización) |
|  |                                                   |

|  | \| \| Palaeochiropteryx \| \| \| \| \| \| Microchiroptera (Murciélagos con ecolocalización) \| \| \| \| |
|  | |
|  | Palaeochiropteryx                                                                                       |
|  | |
|  | Microchiroptera (Murciélagos con ecolocalización)                                                       |
|  | |

|  | Palaeochiropteryx                                 |
|  |                                                   |
|  | Microchiroptera (Murciélagos con ecolocalización) |
|  |                                                   |

|  | \| \| Palaeochiropteryx \| \| \| \| \| \| Microchiroptera (Murciélagos con ecolocalización) \| \| \| \| |
|  | |
|  | Palaeochiropteryx                                                                                       |
|  | |
|  | Microchiroptera (Murciélagos con ecolocalización)                                                       |
|  | |

|  | Palaeochiropteryx                                 |
|  |                                                   |
|  | Microchiroptera (Murciélagos con ecolocalización) |
|  |                                                   |